# Tarjeta Ciudadana
Tarjeta Ciudadana es un sistema de pago electrónico del transporte público operado por la Municipalidad de la ciudad de Guatemala. Este sistema funciona en los servicios de Transmetro, TuBus y Transurbano. Su función es reemplazar las monedas en los molinetes, especialmente en las estaciones de Transmetro. Fue implementado por el alcalde Ricardo Quiñonez el 15 de mayo de 2021.

## Historia
El sistema de pago comenzó a implementarse el 15 de mayo de 2021 en la línea 12 de Transmetro. El 18 de mayo inició en la Línea 7; a partir del 20 de mayo empieza en la Línea 13; 22 de mayo en las  Líneas 1 y 2; 23 de mayo en la Línea 18; y 25 de mayo implementándose en la línea 6. Todos estos siendo del mismo sistema de transporte.
En mayo de 2023, el Sistema Integrado Guatemalteco de Autobuses (SIGA) confirmó que este sistema de pago se implementaría en los buses de Transurbano.
El 26 de mayo de 2023, se suspende el servicio de pago por fichas de 1 quetzal, dejando al Transmetro sólo con el nuevo sistema de pago.
En el 4 de septiembre de 2023, la municipalidad de Guatemala confirma que para el sistema de buses TuBus el pasaje seria de cinco quetzales, esto por medio de la tarjeta ciudadana.

## Sistema de pago
Las tarjetas se adquieren por medio de billetes de 5 a 100 quetzales con un monto de 1 a 200 quetzales, tiene un costo de 20 quetzales y en el Transmetro se obtienen cinco viajes, en este caso las tarjetas vecino. Aplica para vecinos desde los 18 hasta los 59 años.Luego les siguen las tarjetas Personas con discapacidad y Adultos mayores, estos son gratuitos y solo se obtienen presentando el DPI.

## Tipos de tarjetas
En este sistema de pago existen tres tipos de tarjetas:
| Tarjeta                  | Imagen | Descripción |
| ------------------------ | ------ | --- |
| Vecino                   |        | Esta tarjeta sirve para todos los ciudadanos con edad de hasta 59 años. |
| Persona con discapacidad |        | Esta tarjeta les sirve a las personas con discapacidad. Es gratuita al presentar el DPI.                                                                                                  |
| Adulto mayor             |        | Esta tarjeta la usan las personas con edad de 59 años en adelante. No tiene costo y con ello pueden ir gratis en cualquier sistema de transporte público, 4 viajes diarios en Transmetro. |